# Stanisław Loria
Stanisław Loria (ur. 18 stycznia 1883 w Warszawie, zm. 8 sierpnia 1958 w Londynie) – polski fizyk żydowskiego pochodzenia, zajmujący się zarówno fizyką doświadczalną, jak i teoretyczną; pracownik Uniwersytetu Jana Kazimierza we Lwowie, Uniwersytetu Wrocławskiego – który współtworzył – oraz Uniwersytetu Poznańskiego.
Loria zajmował się między innymi optyką, promieniotwórczością – nad którą współpracował z noblistą Rutherfordem – oraz teorią względności.

## Życiorys
Urodził się w rodzinie żydowskiej, jako syn Szymona Lorie (Loria) i Balbiny Nissensohn. Miał dwie młodsze siostry, Zofię (po mężu Bober) i malarkę Helenę (po mężu Landecka), która była jedną z pierwszych kobiet studiujących w Akademii Sztuk Pięknych w Krakowie. Szkołę powszechną i średnią Stanisław ukończył w Krakowie. W 1901 rozpoczął studia na UJ. Przez rok studiował także w Lipsku. W 1907 uzyskał na UJ stopień doktora. Promotorem jego pracy był Władysław Natanson. Kolejne dwa lata był asystentem w katedrze fizyki doświadczalnej UJ u prof. Augusta Witkowskiego. Następne trzy lata pracował na uniwersytetach we Wrocławiu, Getyndze i Berlinie. Początkowo zajmował się fizjologią widzenia. W roku 1905 ogłosił pracę „Untersuchungen über das periphere Sehen“ (Badania nad widzeniem peryferyjnym). W lutym 1909 przedstawił w Polskiej Akademii Umiejętności pracę „Badania nad dyspersyą światła w gazach”. W roku 1912 Loria spotkał w Wiedniu Alberta Einsteina. W roku 1914 opublikował w wydawnictwie F. Vieweg und Sohn w Braunschweigu pracę Die Lichtbrechung in Gasen als physikalisches und chemisches Problem („Załamanie światła w gazach jako problem fizyczny i chemiczny”).
Współpracował nad rozproszeniem światła przez ośrodki gazowe z fizykiem niemieckim Rudolfem Ladenburgiem, w roku 1908 wspólnie z nim ogłosił w Nature pracę pt. Anomalous Dispersion of Luminous Hydrogen. Badał promieniotwórczość radu i toru w instytucie Ernesta Rutherforda.
W 1910 habilitował się w Krakowie na podstawie rozprawy o magnetooptycznym zjawisku Kerra. W 1914 rozpoczął  w Manchesterze, pod kierunkiem Ernesta Rutherforda badania promieniotwórczości, które kontynuował w roku 1915/1915 w Wiedeńskiej Akademii Nauk.
W roku 1917 objął po Konstantym Zakrzewskim katedrę fizyki teoretycznej, potem doświadczalnej na Uniwersytecie Jana Kazimierza we Lwowie.  Na tym stanowisku pozostawał do roku 1941. W 1919 został mianowany profesorem fizyki teoretycznej Uniwersytetu Lwowskiego.  W 1927, po śmierci Romana Negrusza został kierownikiem katedry fizyki eksperymentalnej UJK.
Był jednym z pierwszych w Polsce propagatorów teorii względności. Podczas inauguracji roku akademickiego 1920/1921 na UJK wygłosił wykład inauguracyjny Eter i materia, wydany także w postaci odrębnej broszury. Teoria Einsteina była tematem szeregu jego wykładów, wydanych także w postaci książki.
W okresie sowieckiej okupacji Lwowa nadal prowadził działalność naukową. W sierpniu 1940 był gościem Wszechzwiązkowego Komitetu ds. Nauki ZSRR w Moskwie. Do jego asystentów należał m.in. Bruno Winawer. Był członkiem Wydziału III matematyczno-przyrodniczego Towarzystwa Naukowego we Lwowie.
Po wojnie należał do grupy naukowców, organizujących polski uniwersytet we Wrocławiu. Już w maju 1945 założył Zakład Fizyki, od sierpnia 1945 Katedrę Fizyki Uniwersytetu i Politechniki we Wrocławiu. Był w roku akademickim 1945/1946 prorektorem Uniwersytetu. Od roku 1951 był profesorem Uniwersytetu im. Adama Mickiewicza w Poznaniu.

## Zaszczyty
Został odznaczony Krzyżem Oficerskim Orderu Odrodzenia Polski (1946).

## Wybrane dzieła
- Stanisław Loria: Eter i materja: wykład wygłoszony podczas inauguracji roku akademickiego 1920/21 w Uniwersytecie Jana Kazimierza we Lwowie dnia 1 marca 1921. Lwów: H. Altenberg, 1921. OCLC 838661413. Brak numerów stron w książce
- Marian Smoluchowski i jego dzieło (1972–1917) – odczyt wygłoszony na uroczystym posiedzeniu naukowycm Oddziału Poznańskiego PTF w październiku 1952[8]